# Surprise Moriri
Surprise Mohlomolleng Moriri (Matibidi, 20 maart 1980) is een Zuid-Afrikaans voormalig voetballer die doorgaans speelde als middenvelder. Tussen 2002 en 2017 speelde hij voor Silver Stars, Mamelodi Sundown en Highlands Park. Moriri maakte in 2003 zijn debuut in het Zuid-Afrikaans voetbalelftal, waarin hij uiteindelijk vierendertig wedstrijden speelde.

## Clubcarrière
Moriri speelde in de jeugd van Wattville Watford Brothers en brak in 2002 door bij Silver Stars. In twee seizoenen tijd wist de middenvelder daar liefst negentien doelpunten te maken en hij verdiende met zijn prestaties een overstap naar Mamelodi Sundowns. Bij die club werd hij vaak opgesteld als aanvallende middenvelder net achter de diepe spits en in die hoedanigheid pikte hij geregeld zijn doelpunten mee. In 2014 werd hij landskampioen met Mamelodi. In 2016, na nog een landskampioenschap en een bekerwinst, verliet Moriri zijn club na twaalf jaar; hij ging spelen voor Highlands Park, waar hij voor één seizoen tekende. In de zomer van 2017 stopte hij als actief voetballer en ging hij als veldtrainer aan de slag bij zijn oude club Mamelodi Sundowns.

## Interlandcarrière
Moriri werd voor het eerst opgeroepen voor het Zuid-Afrikaans voetbalelftal op 8 oktober 2003, toen er met 0–3 werd gewonnen van Lesotho. Zijn eerste interlanddoelpunt scoorde hij tegen Tsjaad, tijdens een 3–0 overwinning op 24 maart 2007. Hij was tevens met Bafana Bafana actief op het WK 2010 in eigen land.

## Erelijst
| Premier Soccer League | 2 | 2013/14, 2015/16 |
| Nedbank Cup           | 1 | 2014/15          |